# Señor Siniestro
El Sr. Siniestro o Míster Siniestro (en inglés: Mister Sinister; Nathaniel Essex) es un supervillano ficticio que aparece en los cómics estadounidenses publicados por Marvel Comics. Creado por el escritor Chris Claremont, el personaje fue mencionado por primera vez como el empleador detrás del equipo de asesinos conocido como los Merodeadores en The Uncanny X-Men # 212 (diciembre de 1986), luego visto en silueta en The Uncanny X-Men # 213, con ambos números sirvieron como capítulos del cruce de 1986 "Masacre Mutante". Míster Siniestro luego hizo su primera aparición completa en Uncanny X-Men # 221 (septiembre de 1987). Su apariencia fue diseñada por el artista Marc Silvestri.
Un villano que por lo general prefiere actuar a través de agentes y manipulación, El Sr. Siniestro nace como Nathaniel Essex en el Londres victoriano. Essex, un científico humano, se inspira en el trabajo de su contemporáneo Charles Darwin y se obsesiona con convertir a la humanidad en una raza perfecta de superhumanos. A medida que aprende sobre los mutantes (seres sobrehumanos nacidos con el gen X), Essex se encuentra con el villano mutante Apocalipsis. Los dos se vuelven aliados y Apocalipsis utiliza tecnología celestial alienígena para transformar al científico británico en el Sr. Siniestro, un hombre con superpoderes y que no envejece. Posteriormente, Siniestro aumenta su poder a través de la auto-experimentación. En la época moderna, Siniestro desarrolla un interés y una actitud protectora hacia los héroes mutantes Cíclope y Jean Grey, creyendo que su ADN puede crear el mutante definitivo. Este y otros factores lo llevan a repetidos enfrentamientos con los X-Men (un grupo que Cyclops y Jean Grey ayudaron a fundar) y equipos relacionados. El cuerpo de Siniestro ha sido destruido más de una vez, pero sobrevive gracias a sus habilidades regenerativas o transfiriendo su mente a nuevos cuerpos anfitriones o clones. Varios clones coexistentes del Sr. Siniestro (todos compartiendo los recuerdos y la personalidad básica del original) formaron posteriormente una comunidad. Esta comunidad fue destruida más tarde, pero un clon que nació con un gen X (lo que lo convierte en un mutante) sobrevivió y continúa operando hasta el día de hoy. Siniestro se asocia a menudo con los personajes Apocalipsis, Cable y Madelyne Pryor, y es líder del equipo de rastreadores y asesinos conocidos como los Merodeadores.
Haciendo frecuentes apariciones en los cómics de X-Men y títulos derivados relacionados, El Sr. Siniestro también ha aparecido en mercadería asociada de Marvel, incluyendo series de televisión animadas, juguetes, tarjetas coleccionables y videojuegos. La lista de IGN de los "100 mejores villanos de cómics de todos los tiempos" clasificó a Siniestro en el puesto 29. En 1993, El Sr. Siniestro hizo su debut televisivo en la serie animada X-Men en los dos primeros episodios de la temporada 2, con la voz de Christopher Britton, exponiendo al personaje a una audiencia más amplia. El Sr. Siniestro aparece en la serie animada de 2009 Wolverine and the X-Men, con la voz de Clancy Brown. En las películas de 20th Century Fox, X-Men: Apocalipsis (2016), se ve a una empresa privada llamada Corporación Essex obteniendo muestras biológicas mutantes. Originalmente, esto estaba destinado a vincularse con una aparición de acción en vivo de Sr. Siniestro en la película Logan (2017), pero el guion de la película se cambió más tarde para no incluirlo. La Corporación Essex se ve nuevamente en The New Mutants (2020), con un logotipo de diamante que se asemeja al diseño de diamante en la frente del Sr. Siniestro.

## Biografía Ficticia

### Origen
Nacido en Milbury House en el Londres victoriano, Nathaniel Essex es hijo del almirante Erasmus Essex y Mary Essex. Al obtener una beca completa para la Universidad de Oxford, Essex se convierte en biólogo en 1859 y se casa con su esposa Rebecca. Obsesionado con la teoría evolutiva de Charles Darwin, sentía que la moral nublaba el juicio de éste, limitándolo y por eso, impulsó su propia investigación descubriendo pequeños rastros de mutaciones en distintos individuos, y lo llamó "Gen de Essex". Sus teorías fueron ridiculizadas por la comunidad científica, desencadenando en él, odio y amargura; con la muerte de su hijo, quien padecía de deformaciones óseas y hemofilia, se dedicó enteramente a sus investigaciones. En búsqueda de financiación económica recurrió a grupos como el Club Fuego Infernal, pero todos le dieron la espalda.
Tiempo después contrató a un grupo de criminales a los que llamó Los Merodeadores, para que secuestraran a vagabundos de las calles de Londres en los que pudiera realizar sus experimentos. Su locura lo llevó incluso a desenterrar el cadáver de su hijo para poder experimentar en él.
En ese tiempo se conocen el Dr. Essex y Apocalipsis, formando una alianza, durante la cual Apocalipsis hizo uso de su avanzada tecnología para acelerar la mutación de Essex. Los X-Men Cíclope y Jean Grey, en su viaje al pasado, intentaron detener ésta transformación, pero fue demasiado tarde, sin embargo lograron rescatar a la mayoría de los prisioneros de Nathaniel, dos de los cuales (Un hombre llamado Oscar Stamp y un pequeño chico mutante), viajaron a América e intercambiaron sus apellidos por el de Summers en honor al viajero del tiempo que los rescató (Scott Summers).
Con sus nuevos poderes, su grotesca y demacrada nueva apariencia, Essex se autonombró Siniestro, debido a que fue la última palabra que su esposa pronunció antes de fallecer, después de descubrir los horrores de los experimentos que practicaba su marido en otras personas, además de esto, el estrés que padeció en vida, le llevó al aborto de su segundo hijo. Una de las primeras órdenes que Siniestro recibió fue la de crear una plaga que eliminara a los seres más débiles en el planeta, pero la única plaga que elaboró, dejó en estado de hibernación a Apocalipsis.
Al poco tiempo, viaja a los Estados Unidos. En 1891 se muda a New York, haciéndose pasar por un obstetra llamado Nathan Milbury, teniendo así acceso ilimitado al material genético de sus pacientes para estudiarlos, incluyendo el de Daniel Summers y el de su esposa Amanda Muller. Más tarde, ese mismo año, fue visitado por otros viajeros del tiempo, encubiertos, el X-Men Gambito y su compañero "cambia-formas" Coupier, en forma de mujer, el cual fue descubierto por Milbury a causa de sus genes mutantes y fue hecho prisionero. El Dr. Milbury se reúne con Gambito y ambos llegan a un acuerdo, el libera a Coupier a cambio de una muestra de ADN para poder adquirir su habilidad, además de ayudar a Gambito a volver al presente insertando en su cerebro una muestra de tejido. Gambito, incrementa sus habilidades y junto a su compañero, regresan al presente. En el futuro se volverían a encontrar Gambito y Siniestro.

### Primera mitad delsigloXX
En 1915 volvió a su país natal, Inglaterra. Una noche Siniestro conoció a Jacob Shaw, futuro padre de Sebastian Shaw, y por razones desconocidas, le ofreció su habilidad para cambiar de forma, la cual aceptó. En 1920, Essex se encontró con un hombre llamado Herbert Edgar Wyndham, quien tenía las mismas metas que en un principio tenía Essex: Conocer y modificar el ADN humano. Essex y Wyndham, quien más tarde se convertiría en el Alto Evolucionario, trabajaron juntos un par de años.
En 1930 paso un tiempo en Los Ángeles, California. Pensando que nunca podría sentir emoción alguna, se enamoró de una locutora radial llamada Faye Livingstone. Una noche ella descubrió el laboratorio secreto de Essex. En vista de lo sucedido, él la confrontó con la verdad y le dijo que en su sangre portaba el "Gen X". Asustada, intentó irse; pero Essex la encerró y la hizo su prisionera. Pasaron algunos meses y con ellos algunos de los peores experimentos que realizó Essex en Faye. Una noche, sin decir ni una sola palabra el la liberó. Luego de esto, Faye fue diagnosticada con cáncer. Nunca se casó ni tuvo hijos debido al amor que ella sentía por Essex. Una vez al año él la visitaba en el hospital a pesar de que nunca lo dejó pasar. Finalmente, Essex compartió con ella un baile (telepáticamente, gracias a sus poderes), luego Faye murió en sus brazos.
Por los años de 1940 Siniestro cambió su nombre por el de Nathan Essex para poder trabajar con los nazis, ganándose rápidamente el apodo de "Nosferatu" debido a su pálido cuerpo y su hábito de extraerle sangre a todos los que examinaba. De acuerdo a los relatos contados por Magneto, estuvo presente en el campo de concentración nazi Auschwitz, en el que regalaba a los niños caramelos a cambio de muestras de sangre. Durante el año de 1944 conoció a un hombre llamado John Greycrow, quien pasaría a ser conocido como Scalphunter, el primero de los Merodeadores. Hacia el final de la Segunda Guerra Mundial los laboratorios de Siniestro, fueron destruidos por el ejército de los Estados Unidos, cuando los científicos involucrados en el proyecto Arma Plus: el Profesor Thorton, Abraham Cornelius y Carol Hines encontraron el diario de Essex, en el cual se detallaban todos los experimentos, resultados y su naturaleza.
Para 1946 el Dr. Milbury (posiblemente Siniestro) se involucró en el Proyecto secreto del gobierno denominado "Vientre Negro", el cual consistía en experimentar con miles de bebes recién nacidos, la mayoría de ellos mutantes. En el proyecto participaron Brian Xavier (padre de Charles Xavier) con sus colegas Ryking y Marko. Como base de operaciones se establecieron en Alamogordo, Nuevo México. La finalidad del proyecto permaneció como un secreto.

### Los Summers
Por décadas Siniestro observó en secreto a niños mutantes y su desarrollo en el orfanato "State Home for Foundlings" en Omaha, Nebraska, incluyendo al pequeño Scott Summers.
El árbol genealógico de la familia Summers despertó en Siniestro gran obsesión a causa del más viejo de sus integrantes, Daniel Summers; ha estudiado el ADN de sus descendientes: Scott Summers, Alex Summers (conocido como Kaos) y Gabriel Summers (Vulcan). El que más atrajo su atención fue Scott junto con su novia, Jean Grey, de quienes descubrió que si llegaban a concebir un hijo juntos, este sería lo suficientemente fuerte y poderoso para eliminar a Apocalipsis y liberar de su mandato a Siniestro.
Por lo cual, luego de creer que Jean había muerto (al final de la Saga de Fénix Oscura), decidió fabricar un clon de ella, a la que le dio el nombre de Madelyne Pryor; después de culminada su creación Siniestro, en vista de que ella no presentó signo alguno de poderes, pensó que había sido solo una pérdida de tiempo, hasta que, la entidad cósmica Fénix, se alojó en el cuerpo de Madelyne. Luego de este suceso, Siniestro implantó en Pryor falsos recuerdos de toda una vida y la "dejó" en un lugar en donde Scott pudiera encontrarla, lo cual haría tiempo después. Pasado el tiempo Scott y Madelyne tuvieron a un pequeño niño al que llamaron Nathan Christopher Charles Summers, y decidieron, por deseos de Madelyne implatados por Siniestro, irse a vivir a Alaska. Este deseo permitió a Siniestro estudiar al pequeño de cerca y si se presentaba el momento secuestrarlo.

### Masacre Mutante
Siniestro fue el responsable por la Masacre de los Morlocks, dando la orden a su banda de criminales, Los Merodeadores, para masacrar a dicho grupo de mutantes alojados en los túneles subterráneos de la ciudad de New York. Esto, debido a que todos ellos eran el resultado de los experimentos que realizó Bestia Oscura, quien era la versión maligna del X-Men Bestia, en un universo alterno. Debido a que Bestia Oscura fue discípulo del Siniestro de ese universo, el Siniestro verdadero, visualizó su "firma genética" en el ADN de los Morlocks. Creyendo que estos ponían en peligro sus investigaciones, decidió eliminarlos utilizando a los Merodeadores. Otro caso como este se dio con los mutantes de Genosha creados por Sugar Man, pero a los cuales decidió no exterminar debido a que los mutantes resultaron estériles, y no los consideró una amenaza.
Más tarde se descubrió que Gambito fue quien formó, por órdenes de Siniestro, el grupo de los Merodeadores. Esta no fue la única tarea que realizó Gambito para Siniestro; él le debía un enorme favor, debido a que pocos años atrás Siniestro practicó en Gambito una intervención quirúrgica en la que removió una diminuta parte del cerebro de Gambito para que pudiera tener control sobre sus poderes.

### Infierno
Más tarde, después de la invasión demoniaca sobre la ciudad de Nueva York, causada por la corrupción del alma de Madelyne, Siniestro se reveló ante los X-Men y confesó estar detrás de la creación de Madelyne. Además, mostró abiertamente su interés por el pequeño Nathan, hijo de Cíclope. Siniestro es combatido por los X-Men y el equipo de Cíclope y la resucitada Jean Grey, el X-Factor. Al final, Madelyne se suicida, y Siniestro es derrotado por Cíclope en las ruinas de la Mansión X.
Más tarde, Siniestro organizó un nuevo equipo criminal: Los Nasty Boys. Bajo la apariencia del senador Steven Shaffran, Siniestro y los Nasty Boys combatieron al nuevo X-Factor con el fin de matar a Kaos. Siniestro había tomado la forma del senador con el fin de desacreditarlo públicamente como un terrorista mutante. Siniestro y su equipo, fueron vencidos.

### El Virus Legado
Más tarde, durante la saga X-Cutioner's Song, Siniestro hace un pacto con el terrorista del futuro llamado Stryfe. Tomando la apariencia de Apocalipsis, Siniestro ordena a los Jinetes de Apocalipsis secuestrar a Cíclope y Jean Grey, para entregarlos posteriormente a Stryfe a cambio de material genético del futuro. Esto resulta una trampa: el material genético era en realidad un germen traído del futuro. Siniestro libera sin saberlo el Virus Legado creado por el propio Stryfe. Siniestro contó a Cíclope la treta de Stryfe; además mientras hablaba con Cíclope, mencionó a "sus" hermanos, Scott le corrigió, debido a que él solo tiene un hermano (Alex Summers). Luego Siniestro le dijo que había sido un simple error de su parte (finalmente en la serie "X-Men: Deadly Genesis" fue revelada la existencia de un tercer Summers que resultó ser Gabriel Summers, alias Vulcan).
Tras ser liberado el Virus legacy, Siniestro se vio en la necesidad de apresar a la mutante conocida como Threnody, usando sus increíbles poderes para rastrear a las víctimas del virus, para estudiarlas y desarrollar una cura.
Más tarde, Siniestro fue quien ayudó al X-Men Bishop a recuperar sus memorias sobre la llamada Era de Apocalipsis. Con esta información, Siniestro supo de la existencia del poderoso mutante Nate Grey (que era el hijo de Cíclope y Jean Grey de aquella realidad). Siniestro intentó apoderarse de X-Man, pero sus planes se arruinaron durante el ataque de Onslaught.
Cuando Apocalipsis aparentemente fue derrotado, Siniestro manipuló al Alto Evolucionario y lo convenció de ayudarle a dejar sin poderes a los mutantes del mundo. Afortunadamente, los X-Men echaron por la borda sus planes.
Al hacer esto, Siniestro sin saberlo, acabó con una comunidad de mutantes evolucionados conocidos como los "Neo". Los Neo sobrevivientes comenzaron la caza de Siniestro, lo que obligó a Siniestro a pasar a la clandestinidad. La Neo conocida como Domina (cuya hija fue uno de los muertos), mató a más de 17 clones de Siniestro.
Más tarde, la Dra. Moira MacTaggert, socia de los X-Men y una de las mejores especialistas en inmunología y genética en el mundo, fue la que finalmente desarrolló la cura para el virus, la cual no se hubiese podido crear sin el sacrificio de Colossus. Siniestro, en forma de gratitud por haber creado la cura, se ofreció para clonarlo pero los X-Men se negaron.

### Arma X
Más tarde, Siniestro, bajo el disfraz del Dr. Robert Windsor, se infiltró en el Proyecto Arma X para comenzar a investigar con mutantes en el campo de "Tierra de Nunca Jamás". Siniestro fue derrotado por la unión de Wolverine y Cable.
Más tarde, el resucitado x-men Coloso, hizo un viaje a Rusia en respuesta a una petición de ayuda de su primo, el periodista Larisa Mishchenko. Su investigación estableció que su familia descendía de Grigori Rasputín, y que sus familiares estaban siendo asesinados de forma sistemática. Rasputín fue un poderoso mutante, cuyo poder y esencia de vida había sido transmitida a sus descendientes. A medida que sus descendientes son asesinados, su gran poder se invierte en mayor medida en los descendientes restantes. Cuando sólo haya un descendiente, Rasputín volverá a nacer dentro de ese individuo. Mr. Siniestro, un viejo aliado de Rasputín, se revela como el hombre detrás de los asesinatos. Larisa es asesinado por Siniestro, pero Coloso y su hermano Mikhail juegan un papel especial en el plan de Siniestro. Mikhail se destierra a una dimensión en la que nunca puede morir, pero de la que nunca podrá regresar. Afortunadamente los involucrados no estaban al tanto del hijo perdido que Coloso dejó en la Tierra Salvaje, lo que permite asegurar que la familia Rasputin sobreviva.

### Messiah Complex
Siniestro es uno de los nueve científicos contactados por Bestia para que le ayuden a buscar una cura para los efectos del "Día-M". Para ese tiempo, Siniestro envía a la alianza de los Merodeadores y los Acólitos a asesinar a todos aquellos que tengan conocimiento del futuro, adquirido en los Diarios de la mutante vidente conocida como Destiny. Los Merodeadores asesinan a Vargas y destruyen la base de Cable, Providencia. En algún momento atacan la Mansión X. No obstante, los diarios finalmente son destruidos. Más tarde, cuando la bebé mutante mesías nace, Siniestro se disputa su control con los X-Men y los Purifiers. En la batalla final en la Antártida, Siniestro aparentemente es asesinado por Mystique.

### Miss Siniestro
Al parecer, Mr. Siniestro nunca había predicho su propia muerte poniendo en marcha los acontecimientos que llevarían a su resurrección. Su conciencia y sus poderes fueron transferidos a una máquina que se activó después de su muerte. Siniestro logra tomar el control del cuerpo del Profesor Xavier para salvarle de una herida por arma de fuego. Sin embargo, los esfuerzos combinados de Sebastian Shaw y Gambito destruyen la máquina, permitiendo a Xavier expulsar con éxito la consciencia de Siniestro de su cuerpo y mente. Al final, aparece un personaje femenino llamado Miss Siniestro. Su nombre se revela como Claudine Renko, y ella posee la telepatía y un factor de curación similar a los de Siniestro, pero no sus recuerdos o su mente, por el hecho de que ella es una clon de Mr. Siniestro.
Más tarde, Claudine se alía con Sebastian Shaw dentro del Club Fuego Infernal, y manipula psíquica y sexualmente a Daken, el hijo de Wolverine, para matar al Profesor X. Afortunadamente, Wolverine y Xavier evitan el crimen, y Daken se vuelve contra Miss Siniestro, hiriéndola gravemente.
Claudine más adelante se enfoca en Gambito y X-23 (Laura Kinney), quienes dejan temporalmente a los X-men en rebeldía. Claudine en este momento sufre aún las lesiones causadas por Daken. Una joven llamada Alice, les revela a Gambito y X-23 que el verdadero plan de Miss Siniestro, no es capturar a X-23 pero si trasladar su mente a su cuerpo, y así poder usar su factor curativo. Claudine comienza a manifestar ya los recuerdos de Siniestro. El plan sale mal cuando la esencia de Siniestro, controla el cuerpo de x-23 y la utiliza para herir mortalmente a Claudine. Todos logran escapar, pero Claudine queda vigilada por la joven Alice, que ahora ha sido poseída por Siniestro.

### Regreso
Ahora, vestido al estilo victoriano, Siniestro resurgió. Siniestro se fusiona con el Celestial "Durmiente" de San Francisco y deforma su cabeza para que coincida con la suya y usa su poder para convertir a los habitantes de la ciudad en clones suyos. Siniestro se refiere a esto como una nueva especie, la especie perfecta, pero es derrotado y expulsado de San Francisco.
Más tarde, Míster Siniestro construye su propia ciudad (sobre la base de la época victoriana de Londres), en los túneles de los subterráneos. La ciudad está habitada únicamente por sus clones. Después de deshacerse de un clon rebelde, le explica a uno de sus otros clones que se ha previsto que la Fuerza Fénix quiere venir a poseer a Hope Summers. También sabe que el Fénix vendrá después por él y tiene la intención de mantener la energía del Fénix lejos de él mediante el uso de un grupo de clones de Madelyne Pryor.
Más tarde, los X-Men descubren que la ciudad de Siniestro se encuentra bajo la ciudad de Anchorage, Alaska. Mr. Siniestro continuación, ordena a sus clones para entrar en guerra contra Fénix.
Tiempo después se revela que Siniestro tiene un espía infiltrado en la Escuela Jean Grey. Este espía resulta ser la joven mutante Ernst. Ella le proporciona a Siniestro muestras de ADN de todos los alumnos de la escuela a cambio de que Siniestro cree un nuevo cuerpo para su amiga Martha Johansson. Sin embargo Wolverine ya sospechaba de la existencia de un espía y por ello comisionó a Spider-Man para enlistarse en la escuela y dirigir a una "clase especial", conformada por posibles sospechosos. Siniestro trasplantó el cerebro de Martha en un clon de Tormenta y luego creó clones de varios miembros de los X-Men. Sin embargo, su plan fue descubierto y frustrado por los X-Men.
Más tarde, se revela que Siniestro es uno de los científicos que participaron en la creación de un cóctel especial de fármacos que permitieron a Magneto aumentar sus poderes y evitar el caos del Universo Marvel y el Universo Ultimate.
Cuando las Nieblas Terrígenas de los Inhumanos se desatan en la Tierra y comienzan a matar a los mutantes, Siniestro comenzó a experimentar con el ADN de los mutantes y fabricó varios clones de otros mutantes, entre ellos, un clon de Cíclope.

## Poderes y habilidades
Siniestro fue alterado físicamente por Apocalipsis, otorgándole la inmortalidad, fuerza sobrehumana e increíble resistencia a las heridas. Además ha copiado con éxito el ADN de otros mutantes, lo que le provee de poderes adicionales. Puede alterar su apariencia física o regenerarse por causa de heridas mortales o de tejido dañado.
Siniestro también posee increíbles poderes mentales; se le ha hecho referencia como uno de los seis telépatas más poderesos conocidos, por otro lado, en el pasado mostró indicios de tener habilidades telequineticas. Agregando su capacidad de crear campos de fuerza posiblemente ligados a sus habilidades psíquicas.
Es el mejor en el campo de la genética y la clonación, capaz de crear habilidades superhumanas y controlar las habilidades mutantes, incluyendo el poder predecir mutaciones. Así mismo ha podido clonar eficazmente a todos los Merodeadores (excluyendo a Sabretooth y a la entidad cibernética Malice) y a Jean Grey.

## Clones de Señor Siniestro
Nathaniel Essex se clonó a sí mismo muchas veces. Además de innumerables variaciones de Señor Siniestro, hay varios clones únicos.

### Doctor Stasis
Doctor Stasis es un clon de Mister Sinister con un traje de garrotes en la frente, que dedicó su vida a desbloquear todo el potencial de los humanos en lugar de los mutantes. Los flashbacks revelan que estuvo involucrado en experimentos que condujeron a los orígenes de Capitán América, Hulk y Spider-Man, entre otros. Al igual que Siniestro, Stasis emplea mucho clones, usando quimeras como sirvientes y cenando con clones desechables de su difunta esposa e hijos. En la actualidad, se convirtió en el director de Orchis Pétalo de Recursos Humanos. Como precaución para protegerse de ataques psíquicos, el Doctor Stasis usa una máscara completa sobre su cabeza.

### Orbis Stellaris
Orbis Stellaris es un clon de Señor Siniestro con un traje de espadas en la frente que se convirtió en un traficante de armas intergaláctico y utilizó tecnología alienígena para prolongar su vida. Se hizo cargo de World Farm y luego se enfrentó a S.W.O.R.D.

### Enigma
Mencionado por primera vez como una fuerza que está por encima de toda la creación y una seria amenaza para el Universo Marvel que obligó a los Beyonders a orquestar la destrucción del Séptimo Cosmos a través del Hombre Molécula y las Incursiones. Loki vislumbró el Enigma por primera vez después de sobrevivir a la destrucción de los Siete Cosmos y antes de aterrizar en el Sexto Cosmos de Taaia. El Dios de las Historias lo describe como "la Corona Sobre Todas las Cosas", una amenaza más allá del umbral del tiempo, más allá del propio Multiverso. Enigma es en realidad el quinto "hijo" de Nathanial Essex, una "IA máxima" que utilizó los otros cuatro clones de Nathaniel Essex para lograr Dominio.

## Otras versiones

### Era de Apocalipsis
Volvemos a ver un Siniestro sometido a las órdenes de Apocalipsis como uno de sus Jinetes.
Esta vez, al mando de parte del norte de Estados Unidos, bajo la tarea de crear generaciones de mutantes más fuertes y poderosos. Además está a cargo de la creación y administración de "corrales", que tienen como propósito el enjaulamiento de mutantes para luego experimentar con ellos. Al mismo tiempo, está al mando de su nueva banda de criminales llamada "Elite Mutant Force" (en español Fuerza Elite de Mutantes (EMF por sus siglas en inglés)) integrado por Bestia (Bestia Oscura, aprendiz de Siniestro), los hermanos Summers (Scott y Alex criados por Siniestro), los gemelos Beaubier (Aurora y Northstar) y dos miembros del Clan Guthrie (Amazon y Bala de Cañón). Todos aquellos mutantes que estén en contra de unirse a este grupo son tratados como traidores y enviados a los "corrales" de Siniestro.
Así como en el pasado, Siniestro vuelve a traicionar a su maestro, esta vez por creer que sus planes llevarán a la total destrucción del planeta y por consecuencia de la humanidad, al otorgar información clasificada a Jean Grey y Weapon X (Arma X o Wolverine) miembros del "Human High Council" (Parlamento Supremo de los Humanos). Crea también, a partir del ADN de Jean y Scott, a Nate Grey, lo suficientemente poderoso para asesinar y acabar para siempre con Apocalipsis. En un intento de desaparecer, destruye su laboratorio con el propósito de que nadie sepa de la existencia de Nate y se refugia en "La Estatua de Apocalipsis". Cambia su apariencia por la de un hombre llamado Essex y le enseña a Nate su destino, pero en el proceso le quita su humildad, luego de estos es atacado en forma violenta por su alumno, con lo que se da cuenta de que Nate es aún más poderoso de lo que pudo nunca imaginar.
Sin embargo, no es sino hasta el Décimo aniversario de la serie limitada, que Siniestro se recupera del ataque de Nate y es cuando descubre que el ADN de Jean tiene propiedades especiales del "Mutante Alpha", el legendario "primer mutante". Siniestro chantejea a Magneto con el fin de conseguir el cuerpo de Jean. Con ella, Siniestro fue capaz de crear su nuevo equipo: Los Seis Siniestros conformados por: Cloak and Dagger, Sonique, Sauron, Blob y Jean Grey.

### Ultimate Míster Siniestro
Dentro de la colección Ultimate X-Men, se presenta una versión alternativa de este personaje. En esta ocasión, se trata de un antiguo empleado de S.H.I.E.L.D. con problemas mentales. Cree estar al servicio de un ente denominado Apocalipsis, que le ha encomendado la tarea de eliminar mutantes.

## En otros medios

### Televisión
- Mr. Siniestro aparece en X-Men: The Animated Series, con la voz de Christopher Britton.[40]Al igual que en los cómics, es un científico obsesionado con la genética de Cíclope y Jean Grey, que afirma haberlos visto toda su vida. Lidera a los Nasty Boys y los Mutados de la Tierra Salvaje. Él ve poco valor en el sueño de Xavier para la coexistencia o en los preparativos de Magneto para la guerra, en lugar cree que el objetivo debería ser empujar a los mutantes a la siguiente etapa de sus mutaciones. Es el responsable de revivir a Morfo y pretendía usarlo para destruir a los X-Men. El episodio "Descenso" revela el origen de Mr. Siniestro. En lugar de ser rehecho por Apocalipsis, las propias experimentaciones de Essex durante la época victoriana son las que lo convirtieron en Mr. Siniestro. En ese momento, se muestra que ha conocido a los antepasados de Cíclope, Jean Grey y Xavier. En esta encarnación, se muestra que es particularmente vulnerable a los blastos ópticos de Cíclope.
  - Míster Siniestro aparecen en X-Men '97, nuevamente con la voz de Christopher Britton.[41][42]
- Mr. Siniestro estaba programado para aparecer en un episodio de Secret Wars de Spider-Man The Animated Series. Su aparición fue cancelada debido a la decisión de sacar al elenco de X-Men (excepto por Tormenta) de la historia.[43]
- Siniestro fue sugerido por los productores de X-Men Evolution como antagonista principal del grupo. No fue incluido en ninguna temporada de la serie debido a que los escritores creyeron que agregándole podían sobresaturar la serie de villanos conocidos de los X-Men; el productor Boyd Kirkland, sugirió que si la serie hubiera sido renovada para una quinta temporada, era posible que Siniestro pudiera haber aparecido. Antes de que la serie fuera cancelada, Siniestro estaba programado para aparecer en un número del cómic spin-off de X-Men Evolution. La portada de la edición #10 muestra a Mr. Siniestro.
- Mr. Siniestro aparece por primera vez en el episodio de Wolverine and the X-Men, "eXcessive Force" con la voz de Clancy Brown.[40] Cíclope describe esta versión de Siniestro como un mutante en lugar de una mutación. Él tiene a sus Merodeadores recolectando ADN mutante por la fuerza en su plan para crear "el Mutante definitivo". Cuando Cíclope se dirige a cada Merodeador en sucesión, basado en la tenue esperanza de que el Mr. Siniestro secuestró a Jean Grey, Mr. Siniestro tiene a Arclight una falsa confesión para llevar a Scott a una trampa. Durante la confrontación, Mr. Siniestro afirma que no tiene a Jean Grey. Cuando llegan los otros X-Men, Mr. Siniestro se escapa, dejando a Hombre Múltiple para tratar con los X-Men. Más tarde aparece en el episodio "Ángel Guardián", donde convierte a Ángel en Arcángel después de que las alas de Ángel se lesionen en un encuentro con el MRD y el padre de Ángel las corte. En el episodio "Shades of Grey", él tiene a Arcángel capturando a Jean Grey y Cíclope, lo que lleva a una pelea entre los X-Men y los Merodeadores. En la escena final, se revela que está trabajando para Apocalipsis. Al final del episodio "Foresight (Parte 3)", se le muestra la versión de Cíclope de "Era de Apocalipsis" en un futuro regido por Apocalipsis.
- Mr. Siniestro aparece en el episodio de M.O.D.O.K., "If Saturday Be... For the Boys!", con la voz de Kevin Michael Richardson.[44][45]

### Películas
- Nathaniel Essex / Mr. Siniestro aparece mencionado por primera vez en la serie de películas X-Men, en una escena poscréditos de X-Men: Apocalipsis (2016). En la película, James Howlett / Logan / Wolverine está sujeto a la experimentación en el Lago Alkali, donde finalmente el coronel William Stryker quiere convertirlo en un arma. El programa Arma X lava el cerebro de Wolverine e intenta controlarlo con un casco mecánico. Cuando es atacado por los jóvenes X-Men, Wolverine escapa. En una escena poscréditos muestra a los empleados de Essex buscando en los laboratorios de las instalaciones del ADN Arma X. Al encontrar frascos de su sangre, los hombres comienzan a ponerlos en un maletín. El productor y escritor Simon Kinberg en entrevistas ha declarado que esta escena fue incluida para indicar qué dirección tomará el universo de la película de X-Men en las próximas películas, a saber: Logan, Gambit y futuras películas de X-Men. En el comentario de X-Men: Apocalipsis, Bryan Singer había declarado que el personaje haría su primera aparición en pantalla en Logan.
- Aunque originalmente se planeó como la introducción del personaje en la serie de películas, Essex no apareció físicamente en Logan, ya que James Mangold declaró que quería mantener el tono firme y serio de su película. Desde entonces, Kinberg ha confirmado desde entonces que la escena poscréditos de Apocalipsis, cómo Laura Kinney / X-23 fue creada eventual por Transigen, durante los acontecimientos de Logan. En la misma entrevista declaró que Mr. Siniestro aparecerá en futuras películas de X-Men.
- Jon Hamm fue elegido para retratar al personaje en The New Mutants (2020), aunque el papel ha sido según se informa cortado de la película debido a un extenso calendario de reprogramación.[46][47]

### Videojuegos
- Mr. Siniestro aparece en X2: Wolverine's Revenge con la voz de Christopher Corey Smith. Él hace una aparición como un secuaz de Apocalipsis en una de las escenas del juego. Su historia de fondo también se amplía ligeramente a través del material del juego.
- Mr. Siniestro aparece en X-Men Legends II: Rise of Apocalypse con la voz de Daniel Riordan. Se le muestra como un sirviente de Apocalipsis y estaba experimentando con prisioneros de Genoshan. Mr. Siniestro tiene una computadora de I.A. basada en él en la Fábrica Infinita de Apocalipsis que crea versiones holográficas "Siniestras" de Cyclops, Iceman, Tormenta y Wolverine. Más tarde usa drogas específicas para convertir a Ángel en Arcángel. Más tarde lucha contra los X-Men junto a Dark Beast. Cuando Apocalipsis fue derrotado, se demostró al final que Mr. Siniestro era quien había saboteado la máquina. Mr. Siniestro tiene un diálogo especial con Nightcrawler (cuando se encuentra con Genosha) y Tormenta (antes de la pelea con él y Dark Beast). Durante su diálogo con Nightcrawler, Mr. Siniestro mencionó cómo había querido combinar los poderes de teletransportación de Nightcrawler y los rayos de energía óptica de los Cyclops para ver qué podría resultar la creación resultante.
- Nathaniel Essex se menciona en la adaptación de videojuegos X-Men Origins: Wolverine. Se le menciona durante uno de los pódcast de computadoras portátiles a los que se puede acceder durante la etapa dos del juego. Se afirma que estaba detrás de algunos de los "primeros programas de prueba de mutantes de Arma X".
- Mr. Siniestro aparece como jefe en Marvel Heroes, con la voz de Steven Blum.
- Mr. Siniestro aparece en el videojuego Deadpool,[48] con la voz de Keith Ferguson. Aunque Deadpool no tiene ni idea de lo que está haciendo Siniestro, lo que está tratando de lograr se revela en los detalles que el jugador escucha. Siniestro desea empujar a la población de la Tierra a la perfección genética; sin embargo, como explica Cable, esto causaría destrucción al mundo. Siniestro tiene un ejército de clones creados a partir de mutantes, que utiliza como su ejército. También tiene clones de sí mismo, y copias de seguridad de Vértigo, Blockbuster y Arclight. Deadpool mata a dos clones de sí mismo, a quien la broma repite. Después de que Deadpool destruya sus instalaciones y le impida recolectar la genética de los mutantes muertos, Siniestro lo enfrenta, solo para ser aplastado por un pie centinela volado por el perro de Deadpool.
- Mr. Siniestro aparece como jefe en el juego de Facebook Marvel: Avengers Alliance.
- Mr. Siniestro aparece como personaje jugable en el juego para móviles Marvel Contest of Champions.